# Gaetano Perego
Gaetano Perego (altrimenti noto anche come Gaetanino Perego) (... – Torino, 1783) è stato un pittore italiano.

## Biografia
I dati relativi alla nascita di Gaetano Perego sono sconosciuti, anche se il cognome indica quasi sicuramente un'origine brianzola o milanese. 
Di lui si conosce poco; tra i primi lavori dell'artista sono accertati il Santuario di Vicoforte, nel 1741 e le preparazioni degli allestimenti per le nozze di Vittorio Amedeo III di Savoia con Maria Antonietta di Borbone-Spagna nel 1750. Entrato nel folto gruppo di artisti al seguito della corte reale di Piemonte, Perego lavorò alle decorazioni del teatro Carignano nel 1753 e, dal 1756, lo si ritrova a Stupinigi, ove lavora prima per il decoro della Seconda Anticamera del Duca di Savoia, poi nelle altre sale, continuando il suo operato almeno fino al 1780. A questi anni risale anche il matrimonio con la figlia di Vittorio Amedeo Cignaroli.